# Збіґнєв Дунін-Вонсович

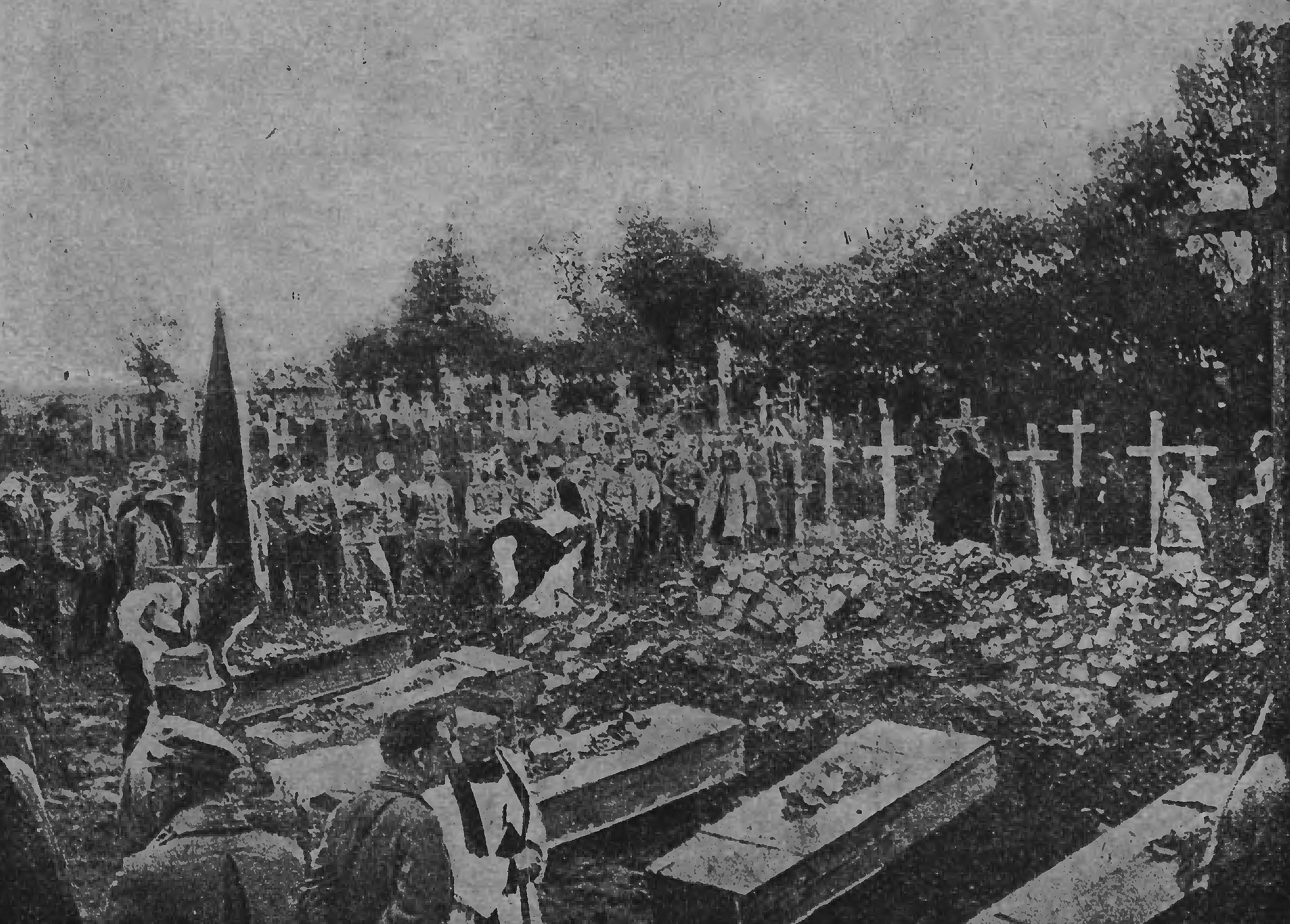
Похорон капітана. Вонсовича та інших, які загинули на Рокитній

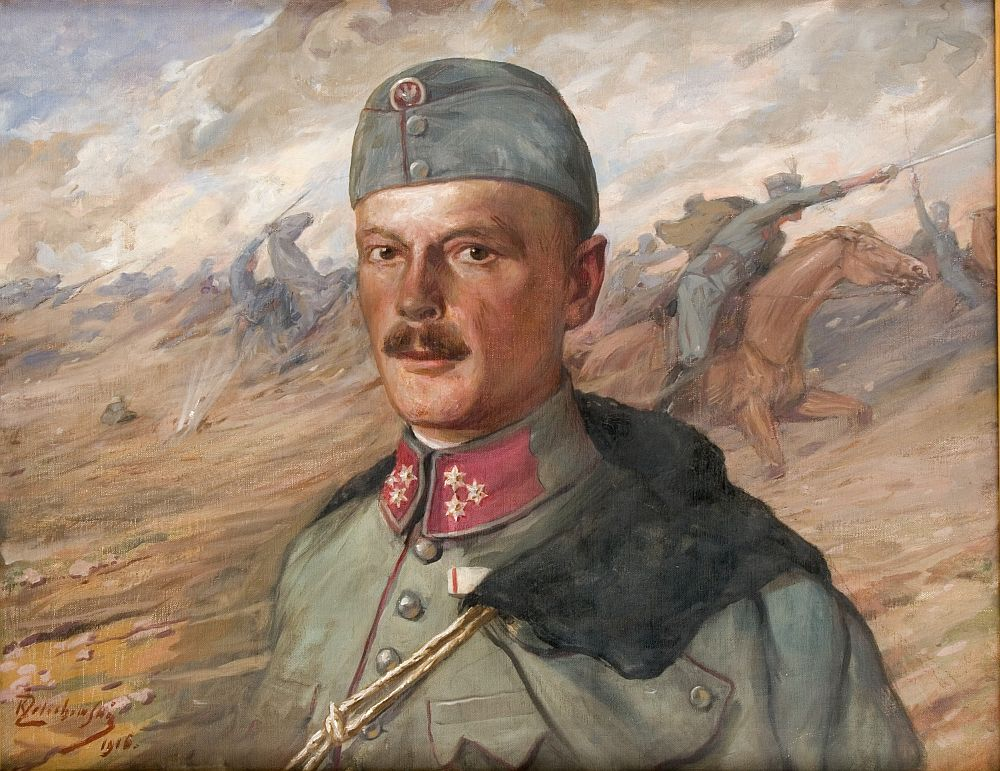
Портрет капітана Збіґнєва Вонсовича, художник Каспер Желеховський (1916)

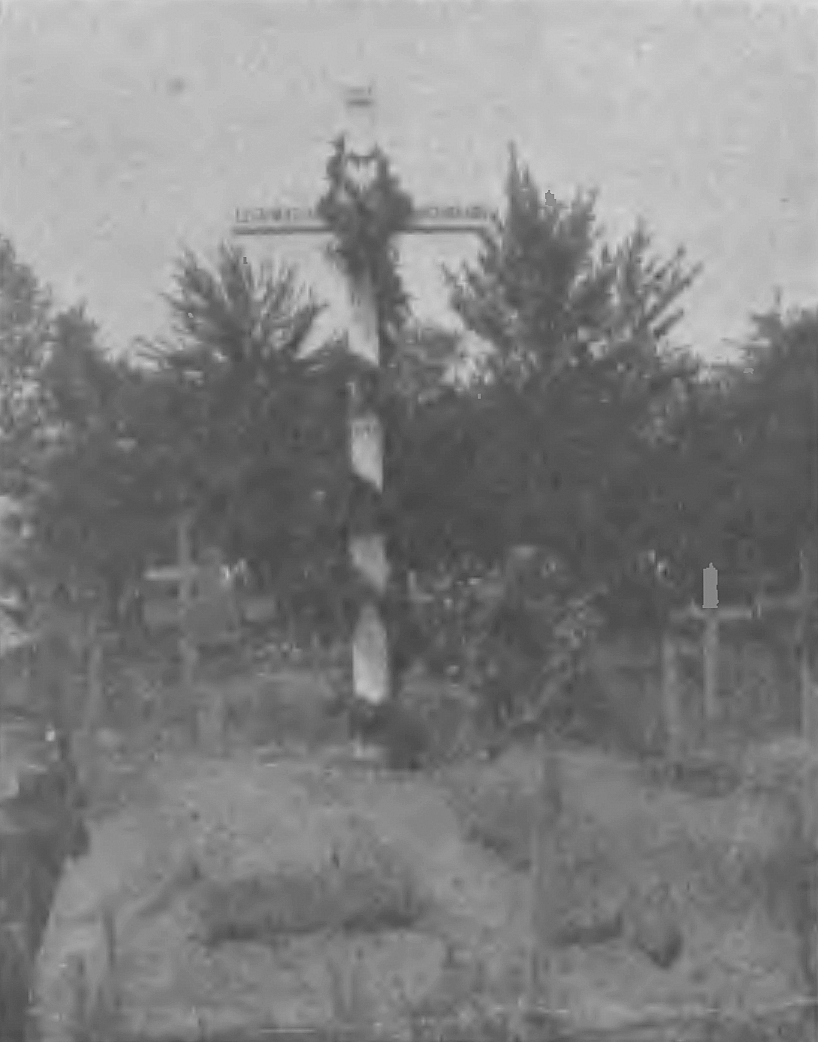
Могила капітана до 1919 року

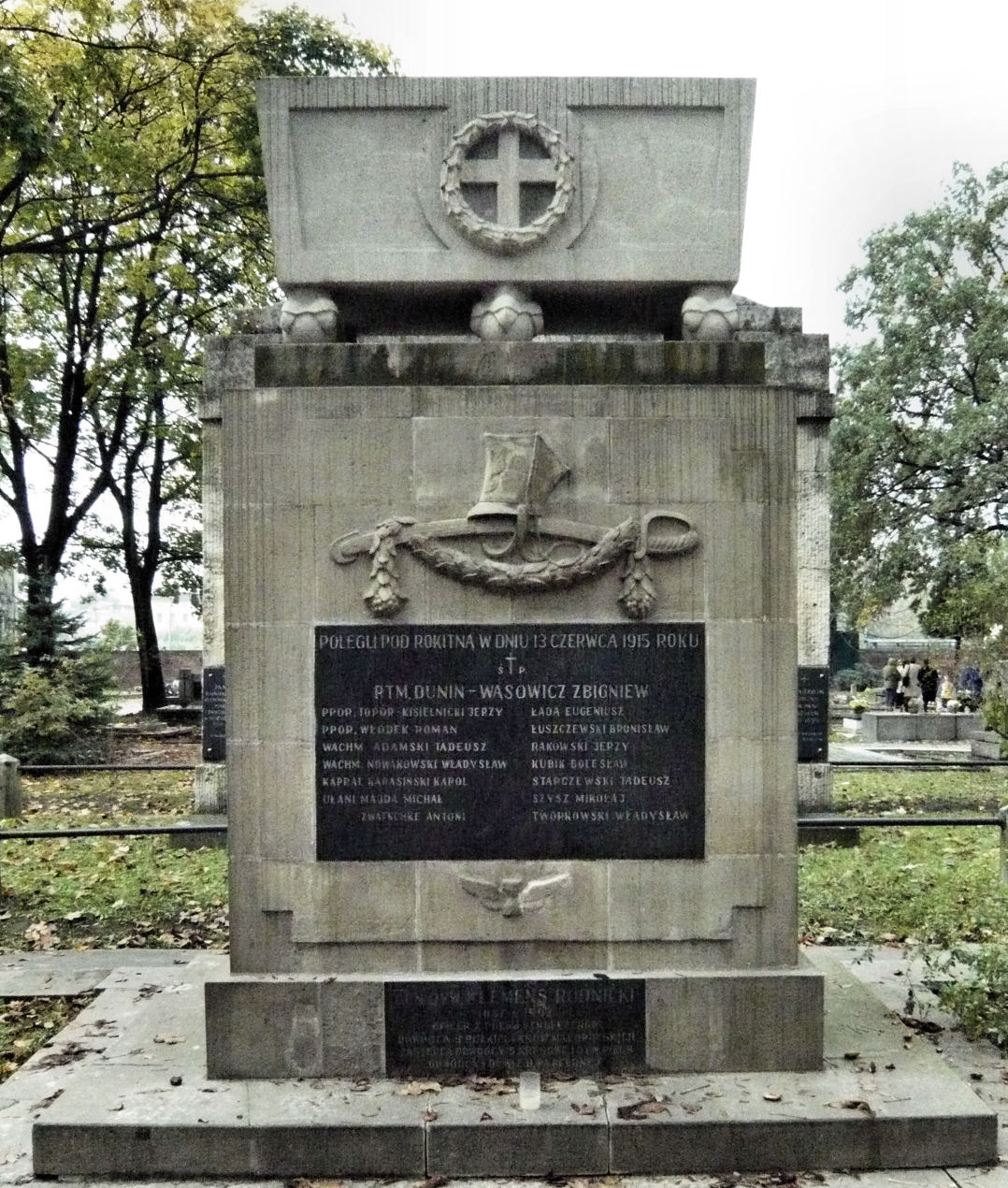
Раковицький цвинтар — пам'ятник на могилі

Збіґнєв Дмитро Дунін-Вонсович (14 жовтня 1882, Бережани — 13 червня 1915, під Рокитною) — польський військовий, капітан Польських легіонів, кавалер ордена Virtuti Militari.

## Особисте життя
Він був сином Болеслава — офіцера цісарсько-королівської армії та камергера імператорського двору, і онуком кавалериста Миколая Дуніна-Вонсовича, учасника битви при Сомосьєррі. Його молодшим братом був Болеслав. Матір'ю Збіґнєва була Вільгельміна, уроджена Мюллер. Родичем Збіґнєва був також Ян Косіна.

## Військова кар'єра
Після закінчення кадетського корпусу в Лобзові (нині район Кракова) присвятив себе професійній військовій службі. 1910 року отримав призначення другим лейтенантом австрійської кавалерії, служив у 13-му полку уланів. 1912 року, за власним проханням, вийшов у запас у званні лейтенанта кавалерії. Того ж року приєднався до стрілецького руху.
Після оголошення мобілізації прибув до Бережан, де очолив підготовку стрільців, що залишилися в таборі. Невдовзі залишив цю посаду й вирушив спочатку до Львова, а потім до Кракова. 11 серпня 1914 року прийняв командування загоном кінних «Соколів» у лавах військ Пілсудського, з яким взяв участь у сутичках під Кельцем
Після злиття його підрозділу 23 серпня з ескадроном Владислава Беліни-Пражмовського був відкликаний до Кракова, для організації та навчання подальших кавалерійських підрозділів Польських легіонів. У Пшегожалах поблизу Кракова та в Кракові на вулиці Смоленській, у стайнях кінного «Сокола», він сформував 2-й та 3-й ескадрони кавалерії Польських легіонів. На початку вересня він прийняв командування 2-м ескадроном, який у жовтні був відправлений до Угорщини та включений до складу 2-ї бригади Польських легіонів
Очоливши 2-й ескадрон, 26 жовтня 1914 року провів свій перший бій під Цуциловом поблизу Станіславова. За бойові заслуги, насамперед у боях під Цуциловом, 5 листопада його було призначено звання капітана кавалерії. Він узяв участь у чотириденному бою 2-ї бригади під Молотковим, брав участь у Гуцульській кампанії (26 листопада — 8 грудня 1914 року), а також у боях на Буковині та у Східній Малопольщі, зокрема в запеклому бою під Тлумачем.
На початку червня 1915 року в межах реорганізації 2-ї бригади Дунін-Вонсович був призначений командиром кавалерійського загону (2-го та 3-го ескадронів). 13 червня 1915 року він загинув, очолюючи атаку біля Рокитної на чолі ескадрону з 63 уланів.
Його смерть описав учасник бою Станіслав Ростворовський:
«Капітан крикнув: „Здайся!“ — і сталося неочікуване. Ті російські солдати, що ховалися в глибокому окопі, до яких улани не могли дістатися навіть шаблями, завмерли, бачачи бігунів, підняли руки та благали про пощаду.
Траншею було захоплено. Але з лівого та правого флангів вогонь не вщухав — так, ще більше посилився. „Хохла“ впав під капітана, його хотіли врятувати — він дав знак рукою, щоб ішли далі. З револьвером у руці підскочив, вистрілив кілька разів вздовж окопу, але невдовзі захитався, зробив зо дванадцять кроків і впав із кульовим пораненням у бік. Кров, мабуть, швидко витекла, він ослаб — і заснув назавжди».
Капітана поховали на Раковицькому цвинтарі в Кракові, в братній могилі мешканців Рокитна (ділянка 67). Урочиста церемонія перепоховання відбулася 25 лютого 1923 року..

## Вшанування
- Пісня легіону періоду Першої світової війни під назвою «Капітан» також присвячена капітану. Пісня ескадрону Вонсовича

Вонсович наш, чумний селянин, Він переміг москвичів під Цуциловою. Другий ескадрон відзначився, Він пролив струмки ворожої крові. 1915 Пісня ескадрону Вонсовича — 
- 1915 року у Відні Ян Рашка створив медаль на честь штурму Рокитної, на аверсі якої зображено бюсти загиблих там капітанів: Збігнєва Вонсовича, лейтенанта Кісельницького та лейтенанта Влодку[9]
- Капітана вшанував у вірші під назвою «Капітанська слава» поет легіону Юзеф Манчок[10].
- Вірші про Дуніна-Вонсовича та атаку на Рокитну увійшли до антології «Атака на Рокитну в піснях» (ред. М. Олексинська, Львів, 1925)[11]
- 13 червня 1936 року у Львові міський голова Станіслав Островський відкрив меморіальну дошку на честь перейменування вулиці Цетнеровської на вулицю Дуніна-Вонсовича[11][12].
- У Кракові бічна вулиця проспекту Красінського названа на честь капітана Дуніна-Вонсовича.

## Нагороди
- Срібний хрест Військового ордену Віртуті Мілітарі № 5397
- Хрест Незалежності (6 червня 1931 року, за роботу у відновленні незалежності)[13]

## Виноски
1. 1 2  Internetowy Polski Słownik Biograficzny
2. ↑  MAK
3. ↑  Штурм під Рокитною
4. ↑  Stowarzyszenie Członków Rodu Duninów (PDF). dunin.info.
5. 1 2 3 4 5 6  O kawalerii polskiej XX wieku  s. 25
6. ↑  Mianowania i przeniesienia w Legionach. Nowa Reforma: 3. Nr 299 z 16 czerwca 1915.
7. ↑  Pogrzeb bohaterów rokitniańskich w Krakowie. Nowości Illustrowane. Nr 8: 2. 24 lutego 1923. {{cite journal}}: |volume= має зайвий текст (довідка)
8. ↑  Pogrzeb bohaterów z pod Rokitny. Nowości Illustrowane. Nr 9: 2. 3 marca 1923. {{cite journal}}: |volume= має зайвий текст (довідка)
9. 1 2  Medale, medaliony, plakiety. Katalog zbiorów. Sanok: Muzeum Historyczne w Sanoku. 2005. с. 39. ISBN 83-919305-8-0.
10. ↑  Miniony czas. Kraków: Księgarnia Akademicka. 1994. с. 45. ISBN 83-901827-1-8.
11. 1 2  Ulica rtm. Dunin-Wąsowicza we Lwowie. Polska Zbrojna. Warszawa. 162: 5. 14 червня 1936..
12. ↑  Ulica rotm. Dunin-Wąsowicza. Kurier Warszawski. Nr 154: 6. 6 czerwca 1936. {{cite journal}}: |volume= має зайвий текст (довідка)
13. ↑  M.P. z 1931 r. nr 132, poz. 199.